# 仁川大学校
仁川大学校（インチョンだいがっこう、英称: Incheon National University）は、仁川広域市延寿区アカデミー路119（松島洞12-1）に本部を置く大韓民国の国立大学である。1979年に設置された。
2009年7月に松島（ソンド）キャンパスが完成し、9月までに南区道禾洞の旧キャンパスから移転。2010年3月には同じく仁川広域市立の仁川専門大学と統合した。2013年1月18日、仁川広域市立から国立大学法人へ転換した。

## 歴史
仁川大学校は1979年、白仁燁の運営する善仁（ソニン）学園によって、仁川工科大学として創立された。善仁学園は、元はソングァン学園（1947年創立）だったが経営難で1958年に白仁燁の経営に移り、1965年に改称。傘下の学校は一時16校を数えた。学園経営に不正（不正編入学、経費横領など）があったとして、1981年に系列高校の高校生らによる抗議活動が起こり、これがきっかけとなり1982年、白仁燁は横領容疑で逮捕された。白仁燁は学園を国家に献納すると発表したが、1986年には学園の経営陣に復帰するなど、その後も善仁学園に影響力を行使し続けた。
仁川大学校の教員・学生による反白仁燁闘争を支援するために、1992年には「善仁学園事態を憂慮する仁川市民の会」が市内知識人らによって結成され、(1) 白仁燁の排斥、(2) 当局による対処、(3) 学園の市立化 を要求する嘆願書への署名運動や、不正関係者の告発などの活動を繰り広げた。その成果として1994年3月、善仁学園は廃止され、所有していた学校は仁川大学校を含めて仁川市立となり、同8月に白仁燁は仁川地方検察から業務上背任の罪で懲役1年半、執行猶予2年を申し渡された。
仁川広域市には韓国の16市道（第一級行政区画）の中で唯一、（複数の学部を持つ）国立大学がなかったため、2004年から仁川大の国立大学化・法人化に向けた動きが始まり、2006年には市と大学との間で「国立大法人転換に関する了解覚書」が締結された。その後も国立大化を視野に、松島新都市への学舎の新築移転（2009年）、仁川専門大学統合（2010年）による拡充が実施された。2011年12月30日、「国立大学法人 仁川大学校 設立・運営に関する法律案」が韓国国会本会議を通過し、2013年1月18日、国立大学法人 仁川大学校に転換した。

### 年表
仁川大学校
- 1979年1月10日 - 仁川工科大学として設立認可 （私立、3月12日 開校）。
- 1979年12月 - 仁川大学と改称。
- 1981年11月 - 教育大学院設立認可。
- 1984年11月 - 大学院設立認可。
- 1988年10月29日 - 総合大学へ昇格認可。11月23日、6単科大学を開設。
- 1994年3月1日 - 仁川市立となる。
- 2009年9月 - 松島キャンパスに新築移転。
- 2010年3月 - 仁川専門大学と統合。
- 2013年1月 - 国立大学法人に転換。

仁川専門大学
詳細は仁川専門大学#沿革を参照。

## 設置大学
2010年3月現在。
- 人文大学 （인문대학）

- 国語国文学科
- 英語英文学科
- 独語独文学科

- 仏語仏文学科
- 日本地域文化学科
- 中国語中国学科

- 自然科学大学 （자연과학대학）

- 数学科
- 物理学科
- 化学科

- 生命科学部
- 消費者児童学科
- ファッション産業学科

- 社会科学大学 （사회과학대학）

- 行政学科
- 創意人材開発学科
- 政治外交学科

- 新聞放送学科
- 倫理・社会福祉学部（倫理学専攻・社会福祉学専攻）

- 法科大学 （법과대학）

- 法学科

- 工科大学 （공과대학）

- 機械システム工学部
- 電子工学科
- 産業経営工学科
- エネルギー化学工学科

- 電気工学科
- 新素材工学科
- 安全工学科
- ナノ工学科

- 情報技術大学 （정보기술대학）

- コンピュータ工学科
- 情報通信工学科

- マルチメディアシステム工学科

- 経営大学 （경영대학）

- 経営学部
- 税務会計学科

- 東北アジア経済通商大学 （동북아경제통상대학）

- 東北アジア国際通商学部
  - 中国通商専攻
  - 日本通商専攻
  - ロシア通商専攻
  - 米国通商専攻

- 経済学科
- 貿易学科

- 芸術・体育大学 （예/체능대학）

- 造形芸術学部（韓国画専攻・西洋画専攻）
- デザイン学部（視覚デザイン専攻・デジタルコンテンツデザイン専攻）
- 体育学部

- 運動健康科学部
- 公演芸術学科

- 師範大学 （사범대학）

- 国語教育科
- 英語教育科
- 日本語教育科
- 数学教育科

- 体育教育科
- 乳児教育科
- 歴史教育科
- 倫理教育科

- 都市科学大学 （도시과학대학）

- 都市行政学科
- 都市環境工学部
- 都市建築学部

## 大学院
- 一般大学院 （일반대학원）
- 東北アジア物流大学院 （동북아물류대학원）
- 教育大学院 （교육대학원）
- 行政大学院 （행정대학원）
- 情報通信大学院 （정보통신대학원）
- 経営大学院 （경영대학원）
- 工学大学院 （공학대학원）

## 卒業生
・キム・ダミ - 韓国の女優